# Hammond (Familienname)
Hammond ist ein Familienname.

## Namensträger

### A
- Abram A. Hammond (1814–1874), US-amerikanischer Politiker
- Albert Hammond (* 1944), britischer Sänger und Texter
- Albert Hammond junior (* 1980), US-amerikanischer Musiker
- Alec Hammond, US-amerikanischer Szenenbildner
- Aleqa Hammond (* 1965), grönländische Politikerin
- Alison Hammond (* 1975), britische Nachrichtensprecherin
- Andrew Hammond (* 1988), kanadischer Eishockeytorwart

### B
- Beres Hammond (* 1955), jamaikanischer Sänger
- Bob Hammond (Footballspieler, 1905) (Robert Samuel Hammond; 1905–1993), australischer Australian-Football-Spieler
- Bob Hammond (Footballspieler, 1942) (Robert Hammond; * 1942), australischer Australian-Football-Spieler
- Bobby Hammond (Robert Lee Hammond; * 1952), US-amerikanischer American-Football-Spieler
- Brandon Hammond (* 1984), US-amerikanischer Kinderdarsteller

### C
- Candice Hammond (* 1984), neuseeländische Triathletin, siehe Candice Riley
- Charles Hammond (1853/1854–nach 1889), englischer Bordellbetreiber
- Chelsea Hammond (* 1983), jamaikanische Weitspringerin
- Chris Hammond (* 1966), US-amerikanischer Baseballspieler

### D
- Darrell Hammond (* 1955), US-amerikanischer Comedian
- David Hammond (Schwimmer) (1881–1940), US-amerikanischer Schwimmer und Wasserballspieler
- David Hammond (Eishockeyspieler), kanadischer Eishockeyspieler
- Dean Hammond (* 1983), englischer Fußballspieler
- Derek Hammond-Stroud (1926–2012), britischer Opernsänger (Bariton)
- Didz Hammond (* 1981), britlischer Bassist
- Doug Hammond (* 1942), US-amerikanischer Jazzmusiker

### E
- E. Cuyler Hammond (Edward Cuyler Hammond; 1912–1986), US-amerikanischer Biologe und Statistiker
- Edmund Hammond, 1. Baron Hammond (1802–1890), britischer Diplomat
- Edward Hammond (Politiker) (1812–1882), US-amerikanischer Politiker
- Elvis Hammond (* 1980), ghanaischer Fußballspieler

### F
- Fred Hammond (* 1961), US-amerikanischer Gospelsänger

### G
- George S. Hammond (1921–2005), US-amerikanischer Chemiker
- George Hammond (Diplomat) (1763–1853), britischer Diplomat
- Gerrie Hammond (??–1992), kanadische Politikerin

### H
- Harmony Hammond (* 1944), US-amerikanische Künstlerin, Autorin, Aktivistin und Kuratorin
- Henry Hammond (1605–1660), englischer religiöser Führer

### J
- Jabez Delano Hammond (1778–1855), US-amerikanischer Jurist und Politiker
- James Hammond (Dichter) (1710–1742), englischer Dichter und Politiker
- James Henry Hammond (1807–1864), US-amerikanischer Politiker
- Jay Hammond (1922–2005), US-amerikanischer Politiker
- Jeffery W. Hammond (* 1959), pensionierter US-amerikanischer Generalmajor
- Jeffrey Hammond (* 1946), britischer Musiker
- Jeremy Hammond (* 1985), US-amerikanischer politischer Aktivist und Musiker
- Joan Hammond (1912–1996), neuseeländisch-australische Sängerin (Sopran)

- John Hammond (Politiker, 1827) (1827–1889), US-amerikanischer Politiker (New York)
- John Hammond (Politiker, 1842) (1842–1907), irischer Politiker
- John Hammond (Tiermediziner) (1889–1964), britischer Physiologe und Tierzuchtwissenschaftler
- John Hammond (1910–1987), US-amerikanischer Musikproduzent und -kritiker
- John Hammond (Basketballfunktionär) (* 1954), US-amerikanischer Basketballfunktionär und -trainer
- John A. Hammond (1843–1939), kanadischer Künstler
- John C. Hammond (1842–1926), US-amerikanischer Rechtsanwalt
- John Hays Hammond (1855–1936), US-amerikanischer Mineningenieur und Philanthrop
- John Hays Hammond, Jr. (1888–1965), US-amerikanischer Erfinder
- John Lawrence Hammond (1872–1949), britischer Journalist und Schriftsteller
- John P. Hammond (* 1942), US-amerikanischer Sänger und Gitarrist
- Josh Hammond (* 1979), US-amerikanischer Schauspieler, Synchronsprecher und Filmproduzent

### K
- Kathy Hammond (* 1951), US-amerikanische Leichtathletin
- Ken Hammond (* 1963), kanadischer Eishockeyspieler
- Kim Hammond (* 1944), US-amerikanischer Fußballspieler und Jurist

### L
- L. Blaine Hammond (Lloyd Blaine Hammond; * 1952), US-amerikanischer Astronaut
- Laurens Hammond (1895–1973), US-amerikanischer Geschäftsmann und Erfinder
- Leslie Charles Hammond (1905–1955), indischer Hockeyspieler
- Linda Darling-Hammond (* 1951), US-amerikanische Bildungsforscherin
- Lisa Hammond (* 1956), britische Keramikerin

### M
- Mason Hammond (1903–2002), US-amerikanischer Klassischer Philologe und Historiker
- Melvin Ormond Hammond (1876–1934), kanadischer Journalist, Schriftsteller und Fotograf
- Mike Hammond (1990–2023), britisch-kanadischer Eishockeyspieler

### N
- Nathaniel Job Hammond (1833–1899), US-amerikanischer Politiker
- Nicholas Hammond (* 1950), US-amerikanischer Schauspieler
- Nicholas G. L. Hammond (1907–2001), britischer Althistoriker und Hochschullehrer
- Nick Hammond (* 1967), englischer Fußballtorhüter und -manager
- Norman Hammond (* 1944), britischer Archäologe

### O
- Ogden Hammond (1869–1956), US-amerikanischer Politiker und Diplomat

### P
- Paul Hammond (Musiker) (1952–1992), britischer Schlagzeuger
- Paul Hammond (Fußballspieler) (* 1953), englischer Fußballtorhüter
- Paula T. Hammond (* 1963), US-amerikanische Chemieingenieurin
- Peter Hammond (Regisseur) (1923–2011), britischer Schauspieler und Regisseur
- Peter Hammond (Wirtschaftswissenschaftler) (Peter Jackson Hammond; * 1945), britischer Wirtschaftswissenschaftler
- Peter Francis Hammond (1887–1971), US-amerikanischer Politiker
- Peter J. Hammond (* 1930), britischer Drehbuchautor
- Phil Hammond (* 1962), britischer Komiker und Kommentator
- Philip Hammond (Komponist) (* 1951), irischer Komponist
- Philip Hammond (* 1955), britischer Politiker
- Philip C. Hammond (1924–2008), US-amerikanischer Archäologe

### R
- Renate Hammond-Norden (* 1934), siehe Renate Möhrmann
- Richard Hammond (* 1969), britischer Fernsehmoderator
- Rob Hammond, US-amerikanischer Politiker, Bürgermeister von Monrovia
- Robert Hammond (Offizier) (1621–1654), britischer Adliger und Offizier
- Robert Hammond (Filmkritiker) (1920–2009), US-amerikanischer Filmkritiker
- Robert Hammond (Fußballspieler) († 2017), ghanaischer Fußballspieler
- Robert Hammond (Produzent) (auch Bob Hammond), US-amerikanischer Filmproduzent, Drehbuchautor und Schauspieler
- Robert Hammond (Hockeyspieler) (* 1981), australischer Feldhockeyspieler
- Robert Hanna Hammond (1791–1847), US-amerikanischer Politiker
- Roger Hammond (* 1974), britischer Radsportler
- Roger Hammond (Schauspieler) (1936–2012), englischer Schauspieler

### S
- Samuel Hammond (1757–1842), US-amerikanischer Politiker
- Stephen Hammond (* 1962), britischer Politiker (Conservative Party)

### T
- TC Hammond (1877–1961), irischer religiöser Führer
- Terry Hammond (* 1957), australischer Radrennfahrer
- Thomas Hammond (Politiker) (1843–1909), US-amerikanischer Politiker
- Thomas Hammond (Leichtathlet) (1878–1945), britischer Leichtathlet
- Thomas Hammond (Hockeyspieler) (* 1984), südafrikanischer Hockeyspieler
- Tex Hammond (* 2007), US-amerikanischer Kinderdarsteller und Synchronsprecher
- Tristan Hammond (* 2003), australischer Fußballspieler

### W
- Wally Hammond (1903–1965), englischer Cricketspieler
- Wayne Hammond (* 1948), australischer Hockeyspieler
- Wilhelm Hammond-Norden (1906–1943?), deutscher Steinmetz, Schriftsteller und Kabarettist
- William Hammond (Dichter) (um 1614–um 1685), englischer Dichter
- William Hammond (Fechter) (Bill Hammond; 1872–1935), britischer Fechter
- William Hammond (Radsportler) (Bill Hammond; 1886–1960), britischer Radsportler
- William Hammond (Leichtathlet), ghanaischer Leichtathlet
- William Alexander Hammond (1828–1900), US-amerikanischer Militärarzt, Physiologe und Neurologe
- Winfield Scott Hammond (1863–1915), US-amerikanischer Politiker